# تمساح 2
تمساح 2 ناقلة جنود مدرعة مصرية وتقوم إدارة المركبات بتركيبها وتصنيعها. تستخدم في عمليات مكافحة الإرهاب؛ نظرًا لأنها تحقق مستوى حماية D6 وهو يوفر مستوى حماية عالٍ جدًا للفرد المقاتل وتسع من 4 إلى 6 أفراد ومجهزة بتدريع وتسليح طبقًا لأحدث نظم التسليح العالمية.

## التصميم
هيكل المدرعة من دروع فولاذية ملحومة بالكامل مما يوفر حماية ضد هجوم قذيفة من عيار 7.62 ملم. تأتي مجهزة بمكيف هواء خدمة شاقة. يجلس السائق في المقدمة إلى اليسار ويجلس القائد إلى اليمين. كلاهما يجلس خلف نوافذ كبيرة مضادة للرصاص، وباب جانبي يفتح على المقدمة، ويضم نافذة مضادة للرصاص في الجزء العلوي. وباب خلفي مزدوج. تقع حجرة القوات في الجزء الخلفي من الهيكل، حيث يفتح الباب الخلفي افقيا. يوجد في الجزء العلوي من مقصورة القوات فتحتا سقف مجهزة ببرجين قتاليين. يجلس المشاة على مقاعد مضادة للانفجارات يمكن طيها علي الجانبين. يوجد في أي من جانبي حجرة القوات أربعة مزاغل لإطلاق النار بحيث يمكن للقوات استخدام أسلحتهم من الداخل، ويحتوي الباب الخلفي على مزغلين. يمكن تزويد المدرعة بأنظمة اختيارية مثل الطلاء العسكري، والإطار الإضافي بالحامل، وقاعدة رشاش بحسب النوعية، وأرضية ماصة للصدمات.
يبلغ طول المدرعة 7.44 متر وعرضها 2.45 متر، وارتفاعها بدون البرج القتالي 2.6 متر، ووزنها الكلي بدون حمولة 13.8 طن، وبالحمولة 16.47 طن.

### مستوي الحماية
تتمتع المركبة بمستوى حماية عالي، مستوى الحماية ضد الالغام Stange-4، ويصل مستوى الحناية البالستية للبدن والزجاج والبرج القتالي إلى BR7 المضاد للطلقات عيار 7.62×51 مم الخارقة للدروع، مع إمكانية إضافة مقاعد مضادة للصدمات الانفجارية Anti-Blast Seats وأرضية ماصة للصدمات Advanced Impact Mat، وتوجد 10 مزاغل جانبية وخلفية لإطلاق النار من داخل المدرعة.

### المناورة
تصل سرعة المدرعة تمساح 2 إلى 80 كم/ساعة ومدى يصل إلى 600 كم، المحرك ديزل ب 8 اسطوانات، قادر على توفير 240 حصان كل 2100 لفة، مع ناقل حركة يدوي ذو 5 سرعات أمامية و1 خلفية مع ناقل حركة إضافي ذو سرعتين. أقصى زاوية صعود °31، أقصى زاوية ميل جانبي °20، زاوية الاقتراب °38، زاوية الابتعاد °36.

## مراحل التطوير
في اطار التطوير فقد تم الاستفادة من العمل المنجز في المدرعة تمساح 1، قامت الشركة بتطوير المدرعة تمساح 2، وهي في الواقع نسخة ممتدة من تمساح 1، مع الحفاظ على معظم البيانات الفنية دون تغيير باستثناء ناتج المحرك، فقد تم زيادتة إلى 240 حصان بدلا من 230، وزيادة الوزن الذي أصبح 16.475 طن بالحمولة التي يمكن أن تصل إلى 2.675 طن، وزيادة اعداد الطاقم من 8 أفراد بمافيهم القائد والسائق إلى 10، ومع زيادة الطول تم إضافة منفذين اضافيين للسلحة في المقصورة الخلفية.

### تمساح 2 أ
ظهرت صورتها لأول مرة خلال المعرض العلمي السنوي للكلية الفنية العسكرية بحضور وزير الدفاع والإنتاج الحربي نهاية يوليو 2016، وكان ذلك ضمن مشروع الكلية الفنية العسكرية لتصميم وتنفيذ منظومة حماية المركبات المدرعة ضد الموجات الانفجارية، حيث تهدف الدراسة تصميم منظومة دروع خفيفة من العناصر والمواد المركبة Composite Materials للمدرعة «تمساح 2» ضد الموجات الانفجارية، وتُعد هذة المرة الأولى التي يتم فيها استخدام المواد المُركّبة في الإنتاج المصري للمركبات المدرعة، وخلال الدراسة تم استخدام حزم البرامج لحساب قيم موجة عصف الانفجار على المنشآت والمدرعات، وحساب قيم الإجهادات الواقعة على تدريع المدرعة «تمساح 2» وتأثير الموجة الانفجارية على تدريعها السُّفلي. شاركت بالفعل في عمليات مكافحة الإرهاب بسيناء.

#### التفاصيل
حاملة جند مدرعة 6×6، مضادة للكمائن والألغام MRAP مع تصميم بدن أحادي الشكل على شكل حرف V والذي يوزع تأثير الانفجارات. يوجد 10 منافذ إطلاق (مزاغل) على جانبي السيارة وخلفها، وبلغت حمولتها من 8-10 فرد.

### تمساح 2 ب
ظهرت لأول مرة خلال فعاليات معرض EDEX 2018.

#### التفاصيل
حاملة جند مدرعة 6×6، مضادة للكمائن والألغام MRAP وتصميم بدن أحادي الشكل على شكل حرف V والذي يوزع تأثير الانفجارات. يوجد 10 منافذ إطلاق (مزاغل) على جانبي السيارة وخلفها. تمتعت بتعديل للمقدمة وغطاء المحرك مع الحفاظ على نفس خصائص الطراز الذي سبقة وإضافة بعض الخصائص الأخرى مثل إمكانية إضافة مقاعد مضادة للانفجار وحصيرة ماصة للصدمات. تحتوي أيضا على إطارات ذاتية النفخ و3 كاميرات مراقبة خارجية وكاميرا للرؤية الليلية وشاشة أمامية وتكييف هواء شديد التحمل، وتأتي بعدة متغيرات بحسب الرغبة:
- ناقلة جند مدرعة مُزودة ببرجين لرامي الرشاش Armored Personnel Carrier
- مركبة إسعاف مُجهّزة Ambulance Vehicle
- مركة حرب إلكترونية لأغراض الأعاقة والشوشرة اللاسلكية Electronic Warfare
- ناقلة أفراد مُزودة بمحطة مُسلّحة عاملة بالتحكم عن بعد Remote Controlled Weapon Station تحوي رشاش عيار 7.62×51 مم أو 12.7×99 مم.
- مركبة قتالية مُزودة ببرجين قتاليين مُسلحين بمدفع عيار 30 مم مُتعدد الاستخدامات.[3]

## المستخدمون

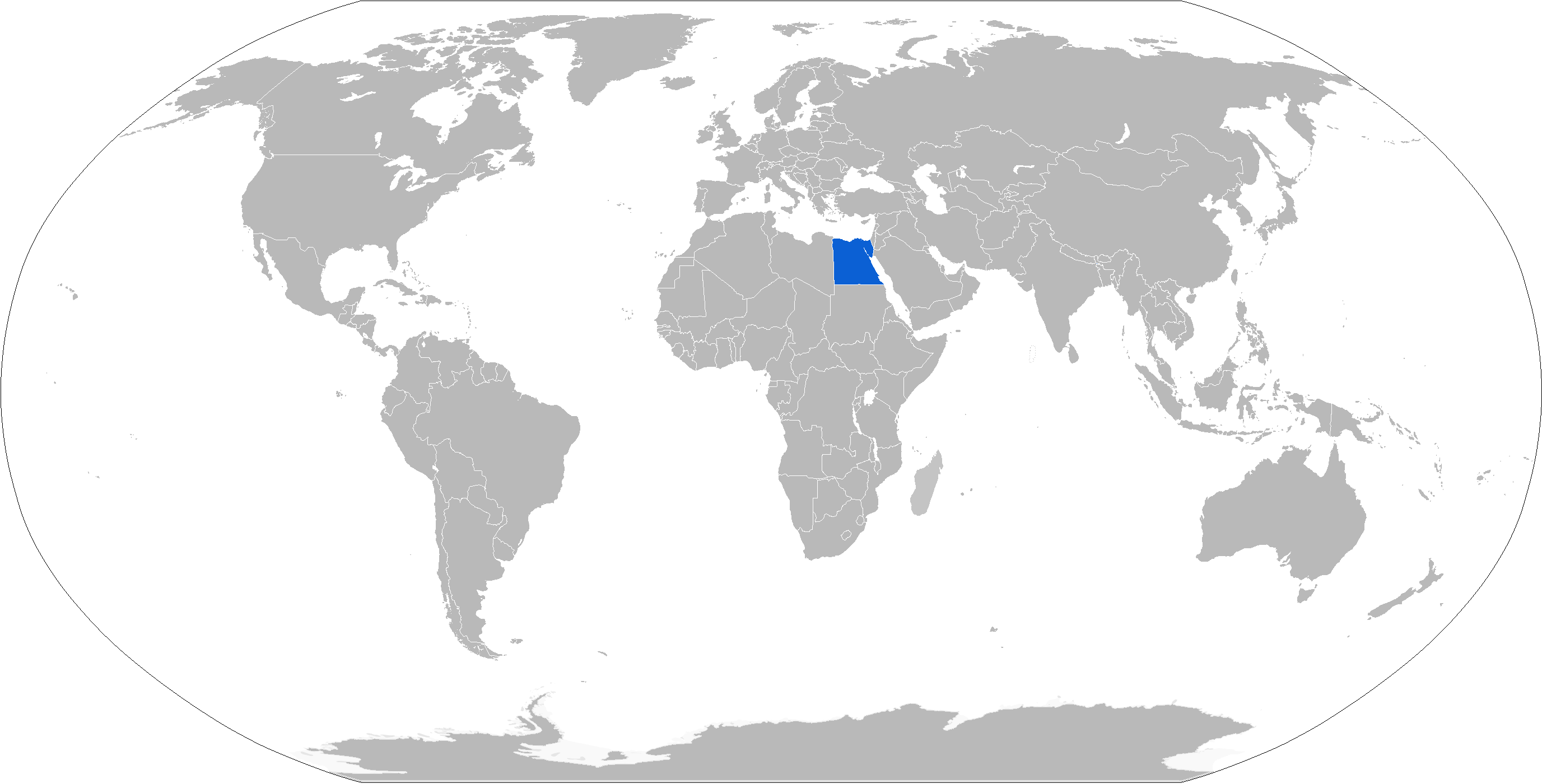
مشغلو المدرعة تمساح 2

- مصر